# 무마시

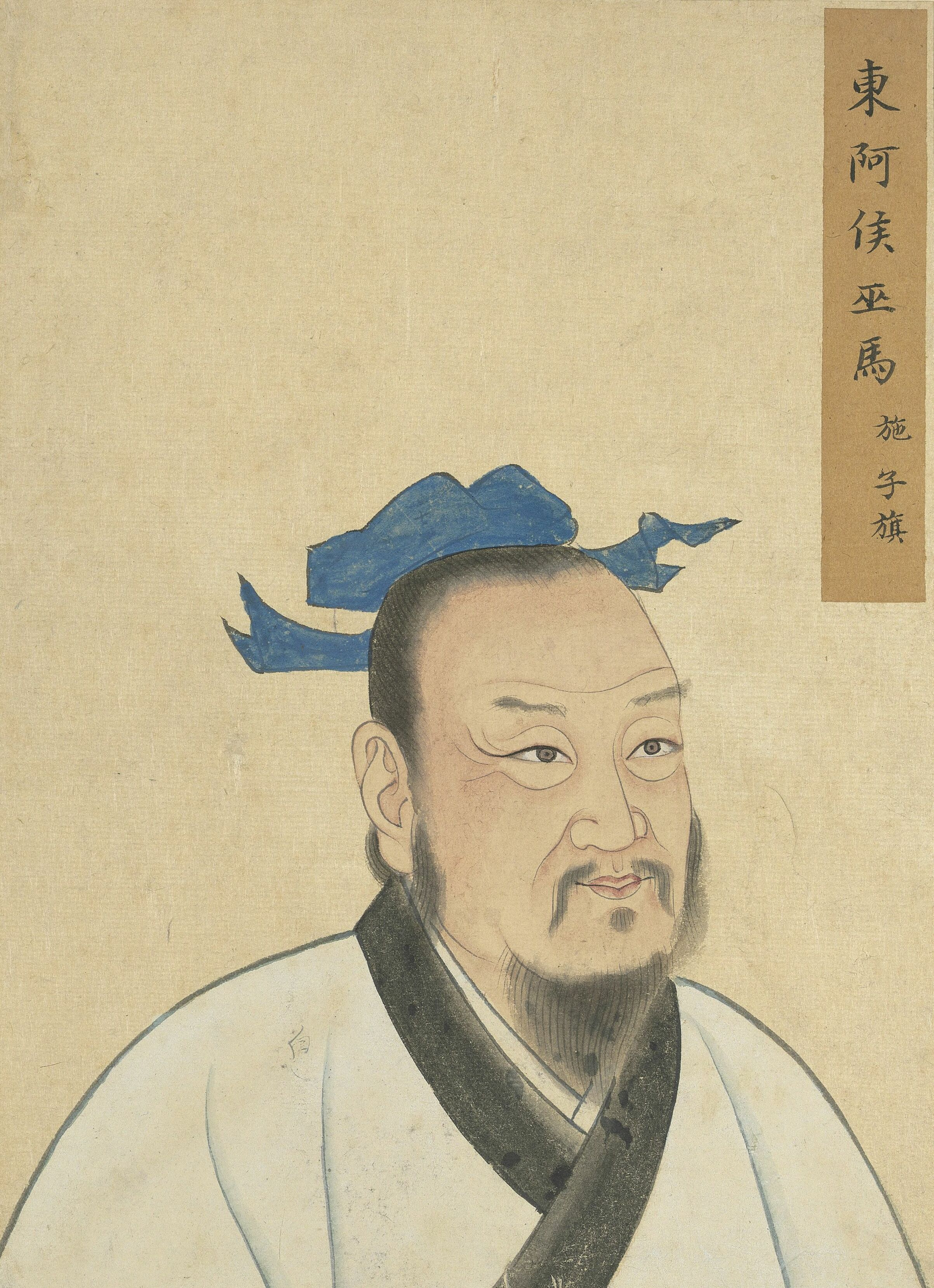

무마시(巫馬施, 기원전 521년 ~ ?)는 중국 춘추 시대의 사상가 공자의 제자로, 자는 자기(子期)이며 노나라 또는 진(陳)나라 사람이다.

## 행적
어느 날, 진사패(陳司敗)가 공자에게 소공이 예를 아는지 물으니, 공자는 안다고 답하였다. 공자가 나가고, 진사패는 무마시에게 말하였다.
| “ | 저는 군자는 편당을 짓지 않는다고 들었는데, 아닙니까? 소공이 오나라에서 부인을 얻을 때 같은 성(姓)에서 데려와 오맹자(吳孟子)라고 하였는데, 소공이 예를 안다면 누구인들 예를 모른다 하겠습니까? | ” |

무마시에게서 진사패의 말을 전해들은 공자는 말하였다.
| “ | 나는 다행이다. 내게 잘못이 있으면 반드시 남들이 알아차리는구나. | ” |

공자가 근처로 놀이를 나섰을 때, 제자들에게 우산을 가지고 가도록 명하였다. 그날 과연 비가 내리니, 무마시는 공자에게 물었다.
| “ | 아침에는 구름 한 점 없이 해가 떴었는데, 선생님께서는 어떻게 비가 올 줄 아셨습니까? | ” |

공자는 답하였다.
| “ | 어제 달이 필(畢)에 걸린 것을 보았다. 《시경》에서 달이 필에 걸려있으면 비가 내린다고 하지 않았더냐? 그래서 알 수 있었다. | ” |

복자천이 단보(單父)를 다스리고 있었을 때, 무마시는 단보에서 어떤 어부가 자신이 잡은 고기 도로 놓아주는 것을 보았다. 무마시가 이유를 물으니, 어부는 복자천이 작은 고기는 취하지 말라고 하였기 때문이라고 답하였다. 무마시는 공자에게 가서 말하였다.
| “ | 복자천이 다스리는 덕이 지극하니, 백성들은 남모르게 하는 일도 곁에 엄한 형벌이 있는 것처럼 하고 있습니다. 어떻게 그렇게 될 수 있었던 것입니까? | ” |

공자가 답하였다.
| “ | 예전에 복자천이 다스림의 요체에 대해 물었을 때, 나는 어떤 일에 성실한 사람은 다른 일도 성실히 할 수 있다고 일러주었었다. 복자천은 단보에서 그것을 실천했구나. | ” |

복자천이 단보를 다스렸을 때, 그는 거문고를 타기나 하며 별 일을 하지 않았지만 단보는 잘 다스려졌다. 반면에 무마시는 단보를 다스릴 때에 별이 떠 있을 때 출근하고, 역시 별이 떠 있을 때 퇴근하는 등 몹시 고되게 일하였으며, 역시 단보는 잘 다스려졌다. 무마시가 복자천에게 어떻게 그렇게 잘 다스렸는지 물으니, 복자천이 말하였다.
| “ | 저는 다른 사람에게 의지하여 일을 처리하였고, 당신은 자신의 능력에 의존하여 일을 처리하였습니다. 자신의 능력에 의존하면 고되고, 다른 사람에게 맡기면 편안한 것입니다. | ” |

## 출전
- 공자, 《논어》 술이 30
- 여불위, 《여씨춘추》 권18 구비·권21 찰현
- 사마천, 《사기》 권67 중니제자열전
- 왕숙, 《공자가어》 권9 칠십이제자해